# Cethosia imperialis
Cethosia imperialis är en fjärilsart som beskrevs av Butler 1876. Cethosia imperialis ingår i släktet Cethosia och familjen praktfjärilar. Inga underarter finns listade i Catalogue of Life.